# Zirik
Zirik (lub Zizik) – miasteczko i gmina w Rejonie Qəbələ w Północnym Azerbejdżanie. Populacja wynosi 1028 osób.